# Hannibal (Nowy Jork)
Hannibal – miasto w Stanach Zjednoczonych, w stanie Nowy Jork, w hrabstwie Oswego.